# Celypha woodiana
Celypha woodiana is een vlinder uit de familie bladrollers (Tortricidae). De wetenschappelijke naam is voor het eerst geldig gepubliceerd in 1882 door Barrett.
De soort komt voor in Europa.